# Quan arriba setembre
Quan arriba setembre (títol original en anglès: Come September) és una pel·lícula estatunidenca dirigida per Robert Mulligan i estrenada el 1961. La cançó "Multiplication" va ser un èxit per Bobby Darin.. Aquesta pel·lícula ha estat doblada al català.

## Argument
El riquíssim industrial americà Robert Talbot, arribant molt més aviat que el setembre, com de costum, a la seva vil·la de la Riviera per passar tranquil·lament les seves vacances d'estiu, va de sorpresa en sorpresa: descobreix que el seu majordom Maurice aprofita la seva absència per llogar lucrativament la vil·la com a hotel. «L'establiment hoteler» és ocupat per una banda d'estudiantes americanes sobreexcitades acompanyades per un parangó de virtut que pertorbarà les cites amoroses de Robert amb la seva amiga del cor, Lisa. Aquesta, que estava a punt de casar-se amb un altre home, cansada de les seves eternes cites de setembre, sucumbeix encara una vegada a l'encant del seu amant. Però l'arribada d'un grup d'estudiants en busca d'aventures femenines encara complicarà la situació: Robert s'obliga a protegir la virtut de «les seves noies pensionades» martellejant-les que no és gratificant de cedir a la facilitat. Aquesta moral arriba a les orelles de Lisa que, ulcerosa, decideix deixar Robert que mai no li ha parlat de matrimoni. Al final d'una carrera-persecució, Robert atraparà Lisa per finalment casar-se amb ell.

## Repartiment
- Rock Hudson: Robert L. Talbot
- Gina Lollobrigida: Lisa Helena Fellini
- Sandra Dee: Sandy Stevens
- Bobby Darin: Tony
- Walter Slezak: Maurice Clavell
- Brenda De Banzie: Margaret Allison
- Rossana Rory: Anna
- Ronald Howard: Spencer
- Joel Grey
- Henry Bumstead